# Liste der denkmalgeschützten Objekte in Haibach im Mühlkreis
Die Liste der denkmalgeschützten Objekte in Haibach im Mühlkreis enthält ein  denkmalgeschütztes, unbewegliches Objekte der Gemeinde Haibach im Mühlkreis in Oberösterreich (Bezirk Urfahr-Umgebung).

## Denkmäler
| Foto |                 | Denkmal                                    | Standort                                               | Beschreibung                                                                  | Metadaten |
| ---- | --------------- | ------------------------------------------ | ------------------------------------------------------ | ----------------------------------------------------------------------------- | --- |
| ja   | Datei hochladen | Bildstock HERIS-ID: 22268 Objekt-ID: 18599 | zwischen Oberbaumgarten 25 und 27 Standort KG: Haibach | Tabernakelpfeiler, bezeichnet mit der Jahreszahl 1768 und den Initialen „A P“ | BDA-Hist.: Q37868319 Status: § 2a Stand der BDA-Liste: 2025-06-30 Name: Bildstock GstNr.: 2564/2 Bildstock Oberbaumgarten 25 |